# Limnitis
Limnitis (en griego Λιμνίτης, Limnítis; en turco Yeşilırmak) es una localidad de la región de Tylliria, sobre la bahía de Morphou, en el noroeste de Chipre, sector bajo control de la República Turca del Norte de Chipre.

## Historia
La región muestra claros signos de asentamientos antiguos. Son ejemplos de ello las ruinas del palacio de Vouni y las de la ciudad de Solos (localizadas más al este).
El asentamiento moderno comenzó a inicios del siglo XIX. Dos familias se asentaron en la zona: la familia Osman en Xerovounos (Kurutepe) y la Süleyman en Selemani (Süleymaniye).

## Conflicto Intercomunal

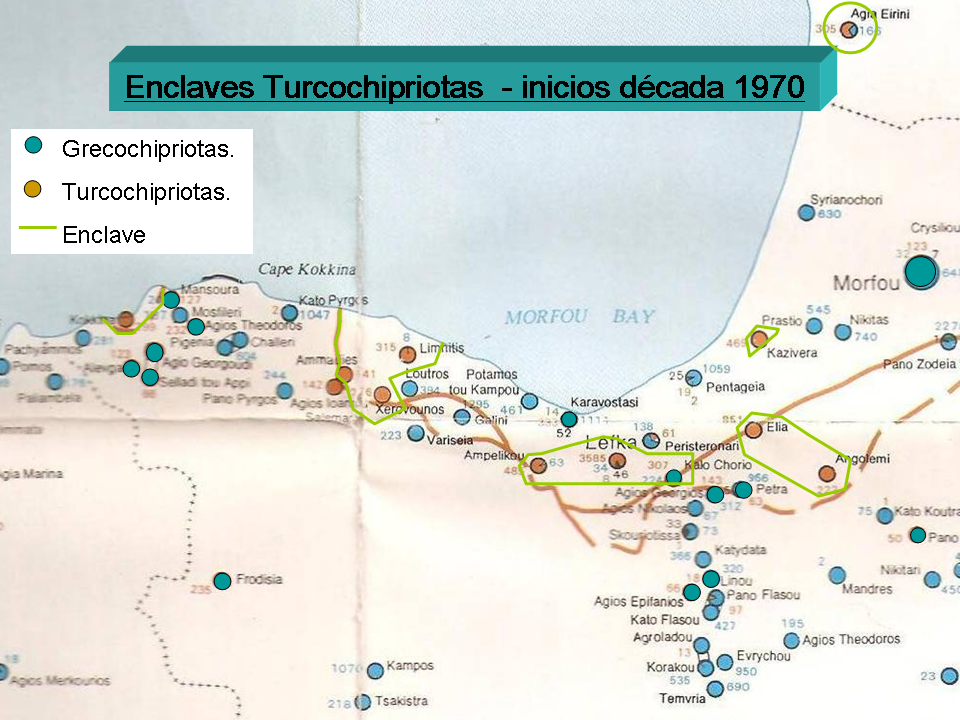
Enclaves turcochipriotas a fin de la década de 1960

Hasta 1960, la población de Limnitis / Yeşilırmak se contó como parte de Xerovounos / Kurutepe. Por lo tanto, no existen estadísticas separadas. El primer censo que registró Limnitis fue el de 1960. Según ese censo, la población era de 323 habitantes, con 315 registrados como turcochipriotas y 8 personas como grecochipriota.
Desde 1963, se constituyó en el lugar un enclave turcochipriota, cerrando la ruta costera a Kato Pyrgos y la región de Kokkina. Rodeaba al enclave una zona neutral supervisada por Naciones Unidas que mantenía a las milicias turcochipriotas y a la Guardia Nacional separadas y fuera de riesgo de confrontación.
La comunidad turcochipriota de la aldea se mantuvo en el lugar en la década de 1960. Durante ese período, el pueblo sirvió como un centro de recepción para muchos connacionales desplazados que huyeron de las aldeas cercanas. Según estadísticas de 1971, los desplazados eran de Agios Theodoros / Bozdağ, Vroisha / Yağmuralan, Mansoura (Chipre) / Mansur, Sellain T'api / Selçuklu, Peristerona. Entonces había 543 personas en Limnitis / Yeşilırmak.
UNFICYP ocupó un campo al ingreso de la localidad, sobre el lado sur de la ruta que conduce desde Xeros, desde 1964 hasta la década del 80. Dicho campo dependía del DANCON estacionado en Viking Camp (Xeros).
En los años 1963 / 4, cuando la lucha intercomunal tuvo su máximo desarrollo, la preocupación del Gobierno en el sector de Kokkina - Lefka - Xeros se refiere principalmente con las actividades de preparación contra invasión y la creencia de que turcos continentales y armas turcas eran contrabandeadas hacia el área por mar. La influencia turcochipriota en la zona era fuerte y Lefka era el bastión turcochipriota. Frente a esto, fuertes contingentes de la Guardia Nacional se han localizado en la zona, especialmente en Xeros.
Durante la primavera de 1965 hubo un serio incidente en el lugar. El 1 de octubre personal de la Guardia Nacional adelantó sus posiciones en proximidades de Loutros, al sudeste del enclave. En represalia, el 10 de octubre hicieron lo propio combatientes turcochipriotas por la ruta costera. El 14, la Guardia Nacional ingresó a la zona neutral que rodeaba el enclave. Ello provocó un intercambio de disparos en la madrugada, el repliegue de un puesto observatorio de UNFICYP y su ocupación por parte de los grecochipriotas. El incidente se debió resolver con negociaciones directas con Georgios Grivas y fue un síntoma de la inestabilidad que se vivió en el lugar hasta el año 1974.
Como parte de la gestión de Naciones Unidas, el 14 de octubre de 2010 se abrió un nuevo punto de cruce, el séptimo, a través de la Zona de Amortiguación uniendo la localidad con Kato Pyrgos. La apertura era una prioridad entre los líderes de ambas entidades, su discusión se inició el 21 de marzo de 2008 y trajo aparejada la mejora de seis kilómetros de ruta que estaba prácticamente en desuso.
Actualmente, la villa es ocupada exclusivamente por turcochipriotas que ya eran mayoría en las localidades vecinas de Ammadies y Xerovounos desde antes de los eventos de 1974.

## Acciones durante la Operación Atila
Al inicio de la invasión turca de julio de 1974, las fuerzas chipriotas atacan la ciudad con artillería, sin llegar a tomarla. El 21, el enclave fue rodeado por tropas de la NG y atacado por el fuego de armas de diverso calibre. Luego del cese al fuego del 22 de julio, el enclave permanece relativamente calmo.
Durante la Fase 2 de la Operación Atila, el 14 de agosto, 0945, se inicia un importante ataque con fuegos de ametralladoras pesadas y morteros. Siendo las 1740, UNFICYP negocia un alto al fuego en el enclave. Sin embargo, a las 0840 del día siguiente, la Fuerza Aérea Turca bombardea con napalm a las posiciones de la Guardia Nacional al sudeste de Limnitis y noreste de Kambos. El ataque a Limnitis se repite a las 1200. Durante la tarde la Fuerza Aérea Turca bombardea la aldea próxima de Loutros y a las 1900 se inicia un fuerte combate en el enclave que dura hasta el día siguiente. A las 1500, la Guardia Nacional se retira del área.
El 16 de agosto a las 18 se concreta en la isla el alto el fuego. Unas horas antes, una columna blindada pasó por Xeros rumbo a Lefka, que la toman a las 1700.- Sin embargo y a pesar de la proximidad, las tropas turcas no contactan con el enclave. Los combates con morteros y armas livianas se reportan pasadas las 1800.
La ocupación de Galini se concreta el 3 de septiembre de 1974. Esto permitió el enlace entre Limnitis y Lefka. El 5 de septiembre, el comandante turco en el lugar informa a UNFICYP que la NG debe evacuar las posiciones que se encuentran al oeste de Limnitis.

## Población
Actualmente está en gran parte ocupada por sus habitantes originales, aunque hay algunos chipriotas turcos desplazados de otros pueblos de 1.964 o 1.974 que permanecieron en la localidad. El censo turcochipriota de 2006 determinó una población de 410 habitantes. El siguiente, llevado a cabo en el año 2011 contabilizó una población de 458 habitantes.458
La mayoría de los pobladores son granjeros. Las frutas y verduras son el principal ingreso.